# NGC 5830
NGC 5830 је спирална галаксија у сазвежђу Волар која се налази на NGC листи објеката дубоког неба.
Деклинација објекта је + 47° 52' 33" а ректасцензија 15h 1m 51,0s. Привидна величина (магнитуда) објекта NGC 5830 износи 14,3 а фотографска магнитуда 15,1. NGC 5830 је још познат и под ознакама UGC 9670, MCG 8-27-56, CGCG 248-47, IRAS 15001+4804, PGC 53674.